# Variex
Variex est une police de caractères sans empattements dessinée en 1988 par Rudy VanderLans et Zuzana Licko pour la fonderie Emigre. Il s’agit d’un caractère de titrage.